# Palmàs
Palmàs (en francès Palmas) és un municipi del departament francès de l'Avairon, a la regió d'Occitània.